# Kåre Holt
Kåre Holt (Våle, 10 octobre 1916– Holmestrand, 15 mars 1997) est un écrivain norvégien.

## Biographie
Son premier livre, Tore Kramkar, est une œuvre de littérature d'enfance et de jeunesse publié en 1939. Il publia plus tard d'autres livres avec la même thématique, des œuvres radiophoniques et de romans historiques, comme la trilogie sur Sverre de Norvège.
Kåre Holt gagna plusieurs prix littéraire comme le prix Dobloug en 1970.

## Œuvres
- 1939 Tore kramkar
- 1940 Tore finner vei
- 1941 Spillemann og kjøgemester
- 1945 Udåden
- 1945 Hurra for han som innstifta da'n
- 1946 Demring
- 1948 Nattgjester
- 1948 Cleng Peerson og Nils med luggen
- 1949 Det store veiskillet
- 1951 Brødre
- 1953 Hevnen hører meg til
- 1954 Mennesker ved en grense
- 1956 Det stolte nederlag
- 1956 Natt ved sjøen
- 1958 Storm under morgenstjerne
- 1959 Rømlingen Oskar og Maria fra Hulesjøen
- 1960 Opprørere ved havet
- 1961 Den gamle veien til Kierlighed
- 1963 Perlefiskeren
- 1965 Mannen fra utskjæret
- 1967 Fredløse menn
- 1969 Hersker og trell
- 1971 Kristina av Tunsberg
- 1971 Oppstandelsen
- 1971 Ansikter i sagaens halvlys
- 1972 Farvel til en kvinne
- 1973 Hilsen fra Rafnaberg
- 1973 Folket ved Svansjøen
- 1974 Kappløpet
- 1975 Sjøhelten
- 1977 De lange mil til paradiset
- 1978 Sønn av jord og himmel
- 1982 Sannferdig beretning om mitt liv som løgner
- 1983 Veien videre
- 1985 Budbringeren fra Tunsberg
- 1986 Flyktningen fra Stiklestad
- 1995 Det finnes en kvinne i Nevada for hvem jeg ha løyet